# Anthanassa amator
Anthanassa amator är en fjärilsart som beskrevs av Hall 1928. Anthanassa amator ingår i släktet Anthanassa och familjen praktfjärilar. Inga underarter finns listade i Catalogue of Life.